# Un Regard Oblique
Un Regard Oblique, auch Le Regard Oblique (französisch für „Ein Seitenblick“ / „Ein schräger Blick“ bzw. „Der Seitenblick“ / „Der schräge Blick“), ist eine Schwarzweißfotografie des französischen Fotografen Robert Doisneau aus dem Jahr 1948. Sie zeigt einen Mann und eine Frau, die Gemälde in einem Pariser Schaufenster betrachten.
Die Fotografie erschien zusammen mit ähnlichen Aufnahmen im Mai 1949 im US-Magazin Life. Ausgehend von einem 1982 veröffentlichten Artikel der feministischen Filmtheorie erfuhr sie einige Aufmerksamkeit im akademischen Diskurs.   

## Beschreibung
Das Foto ist aus einem Schaufenster heraus aufgenommen und zeigt einen Mann und eine Frau, die vor dem Schaufenster stehen. In der Erstveröffentlichung und in späteren Analysen des Fotos werden sie als ein Ehepaar beschrieben. Die Frau blickt auf ein Gemälde, das mitten im Schaufenster ausgestellt ist. Der Inhalt des Bildes ist für den Betrachter des Fotos nicht erkennbar, nur der Rahmen spiegelt sich im Schaufenster. Der leicht geöffnete Mund der Frau spricht dafür, dass sie gerade einen Kommentar zum Bild abgibt. Der Mann steht vom Betrachter aus gesehen rechts neben ihr. Sein Blick ist nicht auf das Bild in der Mitte gerichtet, sondern auf ein Gemälde, das links an einer Wand hängt. Es zeigt eine Frau von hinten, die bis auf schwarze Kniestrümpfe unbekleidet ist und durch eine leicht geöffnete Tür blickt. Im Hintergrund des Fotos sind drei Jungen vor einem Laden mit der Aufschrift „Ceinturerie“ (deutsch etwa „Gürtelgeschäft“) oder „Teinturerie“ (deutsch „Reinigung“) zu sehen.

## Entstehung und Veröffentlichung
Das Foto entstand 1948. Das Schaufenster gehörte zum Antiquitätengeschäft von Robert Miquel, bekannt als Romi, der auch als Reporter für Paris Match und Le Crapouillot arbeitete und ein Freund von Robert Doisneau war. Das Geschäft befand sich in der Rue de Seine Nr. 15 im 6. Arrondissement von Paris.
Veröffentlicht wurde das Foto in der Life-Ausgabe vom 23. Mai 1949 im regelmäßig erscheinenden Feature Speaking of Pictures … gemeinsam mit acht weiteren Fotos von Doisneau. Sieben davon zeigen dasselbe Motiv nur mit anderen Personen, die in das Schaufenster blicken. Das achte Foto zeigt eine Menschenansammlung vor dem Laden. Der Titel der Fotoserie ist Painting produces acute reactions on Paris left bank (deutsch „Gemälde verursacht heftige Reaktionen am Linken Ufer von Paris“). Un Regard Oblique ist das letzte Foto des Features und ist neben dem Foto von der Menschenmenge das einzige mit einer Bildunterschrift. Untertitelt ist es mit „Divided attention is given by a window-shopping couple. Wife earnestly discusses center painting, but her husband’s eyes are already wandering“ (deutsch „Ein Paar beim Schaufensterbummel zeigt geteilte Aufmerksamkeit. Die Frau diskutiert ernsthaft das Gemälde in der Mitte, aber die Augen ihres Mannes schweifen bereits weg.“). Der Text des Features berichtet vom Entstehungshintergrund der Fotos. So habe der Besitzer des Antiquitätengeschäfts zwei Gemälde in sein Schaufenster gestellt. Das in der Mitte zeige eine nackte Frau, die in ihr Bad steigt. Das Gemälde an der Wand sei 50 Jahre alt und stamme von einem unbekannten Künstler namens Wagner. Der Geschäftsinhaber habe aber bald gemerkt, dass das weniger auffällig platzierte Bild an der Wand deutlich mehr Aufmerksamkeit von den Passanten erfuhr. Dies habe der Fotograf Robert Doisneau beobachtet und deshalb seine Kamera hinter dem Schaufenster aufgestellt, um die Überraschung und Verwirrung seiner Landsleute aufzunehmen, wenn sie das Bild sehen.
Einen Monat vor dem Life-Artikel waren Aufnahmen von Doisneau mit demselben Motiv bereits in dem französischen Magazin Point de vue erschienen. Der Artikel trug den Titel Le photographe était derrière la vitrine. Histoire sans paroles (deutsch „Der Fotograf war hinter dem Schaufenster. Geschichte ohne Worte“). Von den zwölf gezeigten Fotos erschienen sechs später auch im Life-Artikel. Das Foto Un Regard Oblique war bei Point de vue nicht enthalten.
Der Life-Artikel erweckt den Anschein, dass die Fotos spontan und ohne Wissen der Abgebildeten entstanden. Der Kunstwissenschaftler James M. McArdle zieht das jedoch in Zweifel. Die Inszenierung, insbesondere die Lichtverhältnisse, wirkten dafür zu gut vorbereitet. Die auf den Fotos abgebildeten Personen seien zudem so klischeehaft ausgewählt und ihre Gesichtsausdrücke so melodramatisch, dass einiges für gecastete Darsteller spreche. Ein Hinweis dafür sei auch die Entstehung der Fotos eines anderen Features von Doisneau, das im Juni 1950 in Life erschien. Es zeigte Fotografien von küssenden Paaren, darunter den später sehr bekannt gewordenen Kuss vor dem Hôtel de Ville. Zwar beschrieb dieser Life-Artikel die Fotos ausdrücklich als ungestellt, Anfang der 1990er Jahre musste Doisneau jedoch zugeben, dass er sie mit bezahlten Darstellern aufgenommen hatte.

## Rezeption
1982 veröffentlichte Mary Ann Doane, eine Pionierin auf dem Gebiet der feministischen Filmtheorie, einen Artikel über den weiblichen Zuschauer in der Fachzeitschrift Screen. Darin beschäftigte sie sich auch mit Un Regard Oblique. Für sie verkörpert das Foto das Ergebnis ihrer Analyse, nach der der weibliche Blick im klassischen Hollywood-Kino negiert werde. So stehe die Frau auf dem Foto nur scheinbar als Protagonistin im Mittelpunkt. Eigentlich konzentriere sich die Fotografie auf den männlichen Blick. Das werde schon durch ihren Titel deutlich, der den Schwerpunkt auf den Blick des Mannes lege. Dieser Blick vom rechten Rand auf das links zu sehende Gemälde sorge zudem dafür, dass der Blick der Frau ausgelöscht werde. Insgesamt bewertet Doane das Foto als einen „schmutzigen Witz auf Kosten des weiblichen Blicks“, der von Frauen nicht gelesen und nur im Masochismus genossen werden könne.
Die von Doane und anderen, beispielsweise Griselda Pollock, vorgebrachte Ansicht, Un Regard Oblique sei ein Beweis der Marginalisierung des weiblichen Blickes, wurde auch kritisch kommentiert. Mehrere Kommentatoren weisen auf andere Fotografien von Doisneaus Serie hin, die Frauen bei der Betrachtung des Gemäldes an der Wand zeigen und damit Doanes Ausführungen nicht entsprächen. Im Besonderen wird die Fotografie erwähnt, die im Life-Feature groß auf der ersten Seite gezeigt wurde. Darauf steht eine Frau allein vor dem Schaufenster und blickt mit schockgeweiteten Augen und geöffnetem Mund auf das Gemälde der nackten Frau.